# جيمس بيرش (لاعب كرة قدم)
جيمس بيرش (بالإنجليزية: James Birch)‏ (1888 - 1940) هو لاعب كرة قدم بريطاني (وحمل سابقاً جنسية المملكة المتحدة لبريطانيا العظمى وأيرلندا) في مركز الهجوم. لعب مع أستون فيلا وكوينز بارك رينجرز ونادي برينتفورد.